# This Is Me
This Is Me (Englisch für Das bin ich) ist der Titel eines Liedes der deutschen Girlgroup Monrose und ihre zehnte Singleveröffentlichung. Das Lied wurde am 27. August 2010 als zweite Single ihres vierten Studioalbums Ladylike veröffentlicht. 

## Entstehung und Veröffentlichung
This Is Me wurde von Jonas Jeberg, der schon Even Heaven Cries für die Band geschrieben hatte, Mich Hansen, Songwriter beim dritten Studioalbum der Gruppe I Am, Paul Michael Barry und der britischen Sängerin Shaznay Lewis geschrieben. Produziert wurde das Lied von Christian Buettner und Marcello Pagin von dem Münchner Produzententeam Famties Productions und dem Produzenten und Songwriter Pete Kirtley. Kirtley hat unter anderem an der ersten Hitsingle der Gruppe Shame mitgeschrieben, sowie an der Top-10-Single Strictly Physical, Das Lied wurde erstmals in der Thomas & Helga Show im NDR als Akustikversion vorgestellt. Später wurde das Lied im Rahmen des Album-Prelistenings auf Myspace in der Studioversion veröffentlicht. Das Cover zur Single wurde von den drei Bandmitgliedern gestaltet. This Is Me war das Titellied der neunten Staffel von Popstars unter dem Motto Girls Forever. Des Weiteren sang die Gruppe das Lied bei The Dome 55 in Hannover.

## Songtext
Im Liedtext von This Is Me geht es um Selbstbewusstsein, Unabhängigkeit und Durchhaltevermögen. Das Lied ist ein Aufruf, nie aufzugeben, und wieder aufzustehen, auch wenn man am Boden liegt. This Is Me beginnt mit Mandy Capristo, die die ersten Zeilen des Lieds A Cappella singt. Danach spricht Bahar Kizil den Satz „Don’t Think I Can’t Make it Alone“ („Denk nicht, dass ich es nicht alleine schaffe.“). Dieser Satz zieht sich wie ein roter Faden durch das gesamte Lied und wird zu Beginn jeder Strophe wiederholt. Auch im Refrain findet sich dieser Satz wieder. 

## Chartplatzierungen
| ChartsChartplatzierungen | Höchstplatzierung | Wochen |
| ------------------------ | ----------------- | ------ |
| Deutschland (GfK)        | 22 (11 Wo.)       | 11     |
| Österreich (Ö3)          | 28 (6 Wo.)        | 6      |